# Ctenophryne geayi
Ctenophryne geayi är en groddjursart som beskrevs av François Mocquard 1904. Ctenophryne geayi ingår i släktet Ctenophryne och familjen Microhylidae. IUCN kategoriserar arten globalt som livskraftig. Inga underarter finns listade i Catalogue of Life.